# Vagaria parviflora
Vagaria parviflora là một loài thực vật có hoa trong họ Amaryllidaceae. Loài này được (Desf. ex Delile) Herb. miêu tả khoa học đầu tiên năm 1837.